# جمع سالم
الجموع السالمة أو جموع التصحيح هي جمع سَلِمَ وصَحَّ مُفردُهُما من التغيير عند جمعه - على عكس جمع التكسير الذي تتغير صورة مفرده بزيادة أو نقص في الحروف أو تغيير الحركات عند جمعه - وتنقسم جموع التصحيح لقسمين جمع مذكر سالم وجمع مؤنث سالم؛ في جمع المذكر السالم يُضاف على المفرد إما واو ونون في حالة الرفع أو ياء ونون في حالتي النصب والجر، وفي جمع المؤنث السالم يُضاف على المفرد ألف وتاء، ويُلحَق بجمع المذكر السالم في إعرابه ألفاظ منها: بنون، وأهلون، وسُنُون، وأُولو، عليون، وعالمون، وألفاظ العقود وهي: عشرون، وثلاثون إلى التسعين. أما جمع المؤنث السالم فيُلحق به كلمة (أُولات) بمعنى: صاحبات، فإنها اسمُ جمع وليست جمعًا إذ لا واحد لها من لفظها، وبعض أحكام جمع المؤنث السالم: إذا كان الاسم المفرد المؤنث ثلاثيًّا صحيح العينِ ساكنها غير مُضَعَّفِها، فإن كان مفتوح الفاء وجب فتحُ عينه عند الجمع. أما إذا مضموم الفاء أو مكسورها، جازَ في عينهِ الفتحُ، أو الإتباع لحركة الفاء أو التسكين

## شروط جمع المذكر السالم
لا يُجمع على جمع المذكر السالم إلا ما يأتي:
1. أعلام الذكور العقلاء الخالية من التاء ومن التركيب غير الإضافي
2. أوصاف الذكور العقلاء الخالية من التاء
3. إذا جاء الوصف من باب (أفْعَل) الذي مؤنثه على (فَعْلَاءَ) كأحمرَ حمراءَ، أو من باب (فَعْلان) الذي مؤنثه على (فَعْلَى) كعطشان عطشى. فإنه لا يُجمع جمعَ مذكرٍ سالمًا

## شروط جمع المؤنث السالم
لا يُجمع على جمع المؤنث السالم إلا ما يأتي:
1. ما خُتم بتاء تأنيث
2. ما كان خاليًا من علامة التأنيث، ولكنه مؤنث تأنيثًا معنويًّا
3. الاسم المصغر لمذكرٍ غير عاقلٍ
4. الوصف المذكرُ لغير العاقلِ

## شروط جمع الاسم المقصور والمنقوص والممدود جمعًا مذكرًا سالمًا
1. عندما يُجمعُ المقصور جمع مذكرٍ سالمًا، تُحذف ألفه وتبقى الفتحة قبل الواو والياء
2. عندما يجمع المنقوص جمع مذكرٍ سالمًا، تُحذف ياؤه، وتبقى كسرتُه قبل ياء الجمع، ويُضم ما قبل واو الجمع في حالة الرفع للمناسبة
3. تبقى همزة الممدود عند الجمع جمعًا مذكرًا سالمًا إن كانت أصلية، وتُقلب وأوًا إن كانت للتأنيث، ويجوز بقاؤها وقلبها وأوًا إن كانت مبدلة من وأوٍ أو ياء

## شروط جمع الاسم المقصور والمنقوص والممدود جمعًا مؤنثًا سالمًا
1. يُجمع المقصور جمعًا مؤنثًا سالمًا بردِّ الفه إلى أصلها إن كان ثلاثيًّا، وبقلبها ياءً إن زاد على ثلاثة أحرف
2. يُجمع المنقوص جمعًا مؤنثًا سالمًا بفتحِ يائه إن كانت موجودة، وبردِّها مفتوحةً إن كانت محذوفةً
3. تبقى همزة الممدود عند الجمع جمعًا مؤنثًا سالمًا إن كانت غير أصلية، وتُقلب واوًا إن كانت للتأنيث، ويجوز بقاؤها وقلبها واوًا إن كانت مبدلة من واوٍ أو ياء